# Marie Carmen Koppel
Marie Carmen Koppel (Copenaghen, 30 settembre 1971) è una cantante danese.

## Biografia
Marie Carmen Koppel è cresciuta in una famiglia musicale. Ha iniziato a suonare il violino all'età di 6 anni, e canta sin dall'infanzia. Nel 1989 ha vinto il concorso di talenti Berlingske Tidendes Rytmiske, che l'ha portata a cantare con il gruppo Moonjam. Il suo album di debutto eponimo è uscito nel 1996, mentre viveva a New York.
La carriera di Marie Carmen Koppel come solista in Danimarca è fiorita a partire dai primi anni 2000. Nel 2009 è stata invitata da DR a partecipare al Melodi Grand Prix, la selezione del rappresentante danese per l'Eurovision Song Contest, dove ha presentato il brano Crying Out Your Name. Nel 2014 ha ottenuto il suo primo ingresso nella classifica danese grazie all'album Heal My Wounded Heart, che ha debuttato alla 29ª posizione.

## Discografia

### Album in studio
- 1996 – Marie Carmen Koppel
- 2002 – Yearning
- 2003 – Stay for a While
- 2005 – A Soulful Evening
- 2005 – Carl Nielsen - sange (con Mads Bærentzen e Peter Vuust)
- 2008 – Through the Rain
- 2010 – A Merry Little Christmas
- 2011 – Brooklyn Jazz Session (con Benjamin Koppel)
- 2014 – Heal My Wounded Heart
- 2017 – Honestly

### Singoli
- 2002 – Love Me or Leave Me
- 2009 – Crying Out Your Name
- 2012 – Right Where I'm Supposed to Be
- 2017 – Goodbye
- 2017 – Honestly